# Jiří Nezval
Jiří Nezval (* 5. dubna 1941 Brno) je bývalý český a československý politik, po sametové revoluci československý ministr dopravy.

## Biografie
Maturoval na jedenáctileté střední škole ve Velkém Meziříčí a v roce 1963 absolvoval Vysokou školu dopravní v Žilině. Pak ještě prodělal postgraduální studium na Vysokém učení technickém v Brně a také na Vysoké škole dopravy a spojů v Žilině. V období let 1963–1967 byl zaměstnán v podniku Automatizace železniční dopravy v Brně na pozici mistra a stavbyvedoucího. Později přešel do olomouckého závodu tohoto podniku, kde rovněž působil jako stavbyvedoucí. V letech 1972–1990 byl pracovníkem podniku Automatizace železniční dopravy Praha, kde působil jako projektant, vedoucí pracoviště technického rozvoje a ředitel závodu Projekce. Angažoval se v mírovém hnutí a byl členem Československé vědeckotechnické společnosti. Před rokem 1989 nebyl členem žádné politické strany.
Po sametové revoluci se zapojil do politiky. 27. června 1990 byl jmenován ministrem dopravy ve druhé vládě Mariána Čalfy. Portfolio si udržel do konce existence vlády, tedy do 2. července 1992.
Ještě v roce 2007 se uvádí jako pravidelný účastník schůzek členů bývalé Čalfovy vlády.